# Organizacija za gospodarsko sodelovanje in razvoj
Organizacija za gospodarsko sodelovanje in razvoj (kratica OECD iz angleškega poimenovanja: Organisation for Economic Co-operation and Development) je mednarodna gospodarska organizacija razvitih držav, ki sprejemajo načela predstavniške demokracije in svobodnega trga. 
Začetek organizacije sega v leto 1948, ko je bila ustanovljena kot Organizacija za evropsko gospodarsko sodelovanje (OEEC). Takrat je bila ena izmed nalog organizacije izvajanje Marshallovega načrta za povojno obnovo Evrope. Kasneje so bile v članstvo sprejete neevropske države. Organizacija se je preuredila in sprejela sedanje ime leta 1961 (30. september 1961). Takrat je postala pridružena članica OECD tudi Jugoslavija. 
Poleg prvotnih 20 članic se je kasneje vključilo še 13 držav, zadnja med njimi Izrael (2010). Tekom leta 2010 je skupno število članic naraslo na 38.
Članstvo države v OECD prinaša sprejetje visokih mednarodnih standardov poslovanja, upravljanja družb, finančnih transakcij in varnostnih vprašanj ter boljšo kordinacijo in večjo vlogo v mednarodni politiki. Standardi OECD so osnovani na merilu najbolj razvitih držav in so velikokrat višji od standardov EU. Slovenija je za članstvo zaprosila leta 1996, pristopna pogajanja je pričela leta 2007 in bila leta 2010 sprejeta kot polno pravna članica OECD.

## Članice
OECD ima danes 38 polnopravnih članic.
| Ustanovne članice (1961): | |
| - Avstrija - Belgija - Danska - Francija - Grčija - Irska - Islandija - Italija - Kanada - Luksemburg                                                                  | - Nemčija - Nizozemska - Norveška - Portugalska - Španija - Švedska - Švica - Turčija - Združeno kraljestvo - ZDA                                          |
| Pozneje pridružene (navedene kronološko po letu vstopa): | |
| - Japonska (1964) - Finska (1969) - Avstralija (1971) - Nova Zelandija (1973) - Mehika (1994) - Češka (1995) - Južna Koreja (1996) - Madžarska (1996) - Poljska (1996) | - Slovaška (2000) - Čile (2010) - Slovenija (2010) - Izrael (2010) - Estonija (2010) - Latvija (2016) - Litva (2018) - Kolumbija (2020) - Kostarika (2021) |

V delu OECD sodeluje poleg držav članic Evropske unije tudi Evropska komisija.